# Kępa Skórecka
Kępa Skórecka (prononciation : [ˈkɛmpa skuˈrɛt͡ska]) est un village polonais de la gmina de Magnuszew dans le powiat de Kozienice de la voïvodie de Mazovie dans le centre-est de la Pologne.
Il se situe à environ 5 kilomètres au nord de Magnuszew (siège de la gmina), 28 kilomètres au nord-ouest de Kozienice (siège du powiat) et à 54 kilomètres au sud-est de Varsovie (capitale de la Pologne).
Le village possède approximativement une population de 180 habitants en 2006.

## Histoire
De 1975 à 1998, le village appartenait administrativement à la voïvodie de Radom.